# Phare de Pomham Rocks
Le phare de Pomham Rocks (en anglais : Pomham Rocks Light) est un phare actif situé dans la Providence River (en) à East Providence dans le Comté de Providence (État de Rhode Island).
Il est inscrit au Registre national des lieux historiques depuis le 9 juillet 1979 .

## Histoire
La maison-phare a été mise en service en 1871. La lampe faisait partie d'un groupe de phares de la Nouvelle-Angleterre construits selon le même plan, après un projet primé conçu par un architecte du Vermont. Des éclairages presque identiques ont été construits à Sabin Point, à Rose Island et à Colchester Reef.
Le phare a été désactivé en 1974, mais rallume le 30 juillet 2006. Dans les années 1970, il avait été vendu à l'American Lighthouse Foundation (en). Aujourd'hui, il est géré par le Friends of Pomham Rocks Lighthouse.
Sa lentille de Fresnel de quatrième ordre, en fonction de 1939 à 1974, est maintenant exposée au Custom House Maritime Museum  de Newburyport dans le Massachusetts. Après restauration en 2017-18, le phare est ouvert aux visites guidées.

## Description
Le phare  est une tour octogonale en bois avec une galerie circulaire et une lanterne de 12 m de haut, montée sur une maison de deux étages en bois. La tour est peinte en blanc et la lanterne est noire. Il émet, à une hauteur focale de 16,5 m, un feu rouge continu. Sa portée est de 6 milles nautiques (environ 11 km).
Identifiant : ARLHS : USA-643 ; USCG : 1-1855 - Amirauté : J0602 .
|              |
| Pomham Rocks |

### Lien connexe
- Liste des phares au Rhode Island